# Seattle Film Critics Society Awards 2019
4. ročník předávání cen Seattle Film Critics Society Awards se bude konat dne 16. prosince 2018. Nominace byly oznámeny dne 9. prosince 2019. 

## Vítězové a nominovaní

### Nejlepší film
- 1917
- Malá lež
- Le Mans '66
- Irčan
- Maják
- Malé ženy
- Manželská historie
- Tenkrát v Hollywoodu
- Parazit
- Drahokam

### Nejlepší režisér
- Robert Eggers – Maják
- Greta Gerwig – Malé ženy
- Pon Džun-ho – Parazit
- Josh Safdie a Benny Safdie – Drahokam
- Martin Scorsese – Irčan

### Nejlepší scénář
- Lulu Wang – Malá lež
- Steven Zaillian – Irčan
- Rian Johnson – Na nože
- Noah Baumbach – Manželská historie
- Pon Džun-ho a Hin Jin-won – Parazit

### Nejlepší herec v hlavní roli
- Antonio Banderas jako Salvador Mallo – Bolest a sláva
- Robert De Niro jako Frank Sheeran – Irčan
- Adam Driver jako Charlie Barber – Manželská historie
- Joaquin Phoenix jako Arthur Fleck / Joker – Joker
- Adam Sandler jako Howard Ratner – Drahokam

### Nejlepší herečka v hlavní roli
- Awkwafina jako Billi Wang – Malá lež
- Scarlett Johansson jako Nicole Barber – Manželská historie
- Lupita Nyong'o jako Adelaide Wilson / Red – My
- Saoirse Ronan jako Josephine "Jo" March – Malé ženy
- Renée Zellweger jako Judy Garland – Judy

### Nejlepší herec ve vedlejší roli
- Willem Dafoe jako Thomas Wake – Maják
- Tom Hanks jako Fred Rogers – A Beautiful Day in the Neighborhood
- Song Kang-Ho jako Kim Ki-taek– Parazit
- Joe Pesci jako Russell Bufalino – Irčan
- Brad Pitt jako Cliff Booth – Tenkrát v Hollywoodu

### Nejlepší herečka ve vedlejší roli
- Laura Dern jako Nora Fanshaw – Manželská historie
- Jennifer Lopez jako Ramona Vega – Zlatokopky
- Florence Pughová jako Amy March – Malé ženy
- Taylor Russell jako Emily – Waves
- Zhao Shuzhen jako Nai Nai – Malá lež

### Nejlepší obsazení
- Irčan
- Na nože
- Malé ženy
- Tenkrát v Hollywoodu
- Parazit

### Nejlepší dokument
- Americká továrna
- Apollo 11
- For Sama
- FYRE: Největší večírek, co nikdy nebyl
- Země medu

### Nejlepší cizojazyčný film
- Malá lež (USA)
- Monos (Kolumbie / Argentina / Nizozemsko / Dánsko / Švédsko / Německo / Uruguay / USA)
- Bolest a sláva (Španělsko)
- Parazit (Jižní Korea)
- Portrét dívky v plamenech (Francie)

### Nejlepší animovaný film
- Ledové království II
- Jak vycvičit draka 3
- Kde je moje tělo?
- Hledá se Yetti
- Toy Story 4: Příběh hraček

### Nejlepší akční film
- 1917
- Avengers: Endgame
- Le Mans '66
- John Wick 3
- Shadow

### Nejlepší kamera
- Roger Deakins – 1917
- Jarin Blaschke – Maják
- Robert Richardson – Tenkrát v Hollywoodu
- Hong Kyung-pyo – Parazit
- Claire Mathon – Portrét dívky v plamenech

### Nejlepší kostýmy
- Ruth E. Carter – Jmenuju se Dolemite
- Anna Robbins – Panství Downton
- Jacqueline Durran – Malé ženy
- Arianne Phillips – Tenkrát v Hollywoodu
- Julian Day – Rocketman

### Nejlepší střih
- Lee Smith – 1917
- Thelma Schoonmaker – Irčan
- Fred Raskin – Tenkrát v Hollywoodu
- Yang Jin-mo – Parazit
- Ronald Bronstein a Benny Safdie – Drahokam

### Nejlepší skladatel
- Thomas Newman – 1917
- Hildur Guðnadóttir – Joker
- Emile Mosseri – The Last Black Man in San Francisco
- Daniel Lopatin – Drahokam
- Michael Abels – My

### Nejlepší výprava
- Dennis Gassner a Lee Sandales – 1917
- Bob Shaw a Regina Graves – Irčan
- Jess Gonchor a Claire Kaufman– Malé ženy
- Ha-jun Lee – Parazit
- Nancy Haigh a Barbara Ling – Tenkrát v Hollywoodu

### Nejlepší vizuální efekty
- Guillaume Rocheron, Greg Butler a Dominic Tuohy – 1917
- Allen Maris, Jedediah Smith, Guillaume Rocheron a Scott R. Fisher – Ad Astra
- Nick Epstein, Joe Letteri a Eric Saindon – Alita: Bojový Anděl
- Matt Aitken, Dan DeLeeuw, Russell Earl a Dan Sudick – Avengers: Endgame
- Pablo Helman, Leandro Estebecorena, Stephane Grabli a Nelson Sepulveda – Irčan

### Nejlepší mladý herec/mladá herečka
- Julia Butters jako Trudi Fraser – Tenkrát v Hollywoodu
- Kyliegh Curran jako Abra Stone – Doktor Spánek o Stephena Kinga
- Roman Griffin Davis jako Jojo Betzler – Králíček Jojo
- Noah Jupe jako mladý Otis Lort – Honey Boy
- Thomasin McKenzie jako Elsa Korr – Králíček Jojo

### Nejlepší zloduch
- Arthur Fleck/The Joker – Joker (Joaquin Phoenix)
- Red – My – (Lupita Nyong’o)
- Červené šaty – Takové krásné šaty (červená látka)
- Rose the Hat – Doktor Spánek o Stephena Kinga (Rebecca Fergusonová)
- Russell Bufalino – Irčan (Joe Pesci)